# Aletopauropus lentus
Aletopauropus lentus är en mångfotingart som beskrevs av MacSwain och Lanham 1948. Aletopauropus lentus ingår i släktet Aletopauropus och familjen Brachypauropodidae. Inga underarter finns listade i Catalogue of Life.